# I Heard They Suck Live!!
And a dog named dog who pisses on my floor

That's right, I've got a floor

So what, so what, so what?»
ed un cane che chiamo cane che fa pipì sul pavimento

sì, ho un pavimento

e quindi, e quindi, e quindi?»
(NOFX - Linoleum - I Heard They Suck Live!!)
I Heard They Suck Live!! è un cd live dei NOFX. È stato registrato fra l'8 ed il 9 gennaio 1995.

## Tracce
1. Intro – 1:46
2. Linoleum – 2:15
3. You're Bleeding – 2:36
4. Moron Brothers – 3:09
5. Punk Guy – 1:09
6. Bob – 2:36
7. Life O'Riley – 3:31
8. You Drink, You Drive, You Spill – 1:06
9. Nothing but a Nightmare (sorta) – 1:53
10. East Bay – 1:53
11. Soul Doubt – 3:00
12. Kill All the White Man – 3:43
13. Beer Bong – 2:16
14. Six Pack Girls – 1:12
15. Together on the Sand – 1:07
16. Nowhere – 1:37
17. The Brews – 2:41
18. Buggley Eyes – 1:31
19. Outro – 0:53

## Formazione
- Fat Mike - basso e voce
- El Hefe - chitarra e voce
- Eric Melvin - chitarra e voce
- Erik Sandin - batteria